# 藪内芳彦
藪内 芳彦（やぶうち よしひこ、1912年2月8日 - 1980年3月13日）は、人文地理学者。

## 経歴
和歌山県生まれ。1935年京都帝国大学文学部地理学科卒。和歌山師範学校教授、和歌山大学教育学部助教授、金沢大学法文学部助教授、教授、大阪市立大学教授。1976年定年退官、名誉教授、関西大学教授。ポリネシアの島嶼などを研究した。
1962年京都大学で文学博士。論文の題は「漁村の生態 : 人物地理学的研究」。

## 著書
- 『和歌山県新誌』郷土新書 日本書院 1951
- 『漁村の生態 人文地理学的立場』古今書院 1958
- 『トンガ王国探検記』角川新書 1963
- 『ポリネシア 家族・土地・住居』大明堂 1967
- 『東南アジアの漂海民 漂海民と杭上家屋民』古今書院 リージョナル・ブックス 1969
- 『島 その社会地理』朝倉書店 現代地理学シリーズ 1972
- 『社会地理学論争 人文地理学の広場』古今書院 1977

### 共編著
- 『私たちの郷土 和歌山県』三溝信雄共著 実業教科書 私たちの郷土叢書 1950
- 『漁撈文化人類学の基本的文献資料とその補説的研究』編著 風間書房 1978

### 翻訳
- オトレンバ『一般工業地理学』朝倉書店 1957
- エミール・ヴェルト『農業文化の起源 掘棒と鍬と犁』飯沼二郎共訳 岩波書店 1968

## 論文
- Cinii

## 注
1. ↑  『「現代物故者事典」総索引 : 昭和元年～平成23年 2 (学術・文芸・芸術篇)』日外アソシエーツ株式会社、2012年、1126頁。
2. ↑  『人物物故大年表』
3. ↑  『社会地理学論争』著者紹介
4. ↑  博士論文書誌データベースによる